# Lise Bourdin

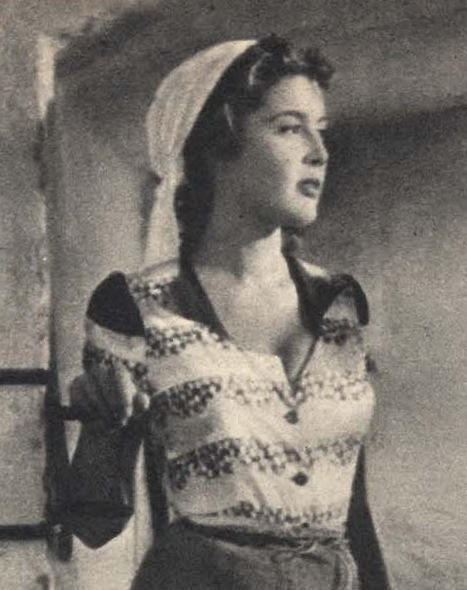
Lise Bourdin (1954)

Lise Bourdin (* 30. November 1925 in Néris-les-Bains) ist eine französische Schauspielerin, die ihre Laufbahn als Model begann.

## Leben
Lise Bourdin wurde 1925 in Néris-les-Bains im Département Allier geboren. In den 1940er Jahren begann sie eine Laufbahn als Model und war daher in mehreren französischen Modemagazinen zu sehen. Im August 1946 wurde sie von einem Filmproduzenten entdeckt, der sie daraufhin zu einem Casting nach Paris einlud.
1947 unternahm Bourdin zu Werbezwecken eine Werbetour durch Brasilien. Im April 1948 reiste sie unter Leitung des staatlichen American Aid to France und des American Overseas Aid durch die Vereinigten Staaten und absolvierte dort als Miss Arch of Triumph Interviews, Bühnen- und Radioauftritte. Bourdin war zudem weiterhin als Model tätig und trat ebenfalls im April 1948 als Jurymitglied in einer Wohltätigkeits-Modenschau für die Benefizveranstaltung Crusade for Children auf. Im Juni 1948 kehrte sie schließlich wieder nach Paris zurück.
Während eines Aufenthalts für Modeaufnahmen in New York im Dezember 1948 wurde Bourdin von der Presse als am häufigsten fotografiertes Mädchen Frankreichs bezeichnet. Sie verlangte für ihre Arbeit einen Stundenlohn von mindestens 25 US-Dollar. Dies war der höchste Preis, den ein Model in den Vereinigten Staaten zu dieser Zeit forderte.
1949 erhielt Bourdin ihre erste kleine Filmrolle in Skandal auf den Champs-Elysees, die jedoch nicht im Abspann genannt wurde. Ihre erste größere Rolle spielte sie 1953 in Kinder der Liebe. Zu Bourdins bekanntesten Filmauftritten zählt ihre Rolle als Madame X in Billy Wilders Ariane – Liebe am Nachmittag aus dem Jahr 1957. Nebenrollen spielte sie in Morphium, Mord und kesse Motten sowie im deutschen Musikfilm Und abends in die Scala, die ebenfalls 1957 erschienen. 1959 beendete sie ihre Schauspielkarriere.
Lise Bourdin war von 1963 bis 1965 mit dem brasilianischen Geschäftsmann Roberto Seabra verheiratet. Die Ehe wurde geschieden. Ab 1974 war sie die Lebenspartnerin des französischen Politikers Raymond Marcellin. Die Beziehung hielt bis zu Marcellins Tod im Jahr 2004. Lise Bourdin lebt in Paris.

## Filmografie (Auswahl)
- 1949: Skandal auf den Champs-Elysees (Scandale aux Champs-Élysées)
- 1953: Kinder der Liebe (Les enfants de l'amour)
- 1954: Die Frau vom Fluß (La donna del fiume)
- 1955: Meine Lausejungs (Scuola elementare)
- 1955: Wohnung mit allem Komfort (Gli ultimi cinque minuti)
- 1955: Disperato addio
- 1955: La ladra
- 1957: Ariane – Liebe am Nachmittag (Love in the Afternoon)
- 1957: Morphium, Mord und kesse Motten (Ces dames préfèrent le mambo)
- 1957: Und abends in die Scala
- 1959: The Last Blitzkrieg